# Neil Innes
Pour les articles homonymes, voir Innes.
Neil James Innes, né le 9 décembre 1944 à Danbury et mort le 29 décembre 2019 à Montcuq-en-Quercy-Blanc, est un écrivain et chanteur britannique de chansons comiques.
Il est connu pour son travail avec les Monty Python et pour avoir fait partie du Bonzo Dog Doo-Dah Band, puis du groupe parodique les Rutles.

## Biographie

### Enfance et famille
Neil Innes passe une grande partie de son enfance avec ses parents et son frère de deux ans son ainé dans l'Allemagne d'après-guerre, son père étant adjudant dans l'armée britannique. Il prit des leçons de piano de 7 à 14 ans, mais apprit à jouer de la guitare en autodidacte. Il fit ses études à la Goldsmith's School of Art de Londres, où il rencontra sa future femme, Yvonne Catherine Hilton. Ils se marièrent le 3 mars 1966, et eurent trois fils, Miles (né en 1967), Luke (né en 1971) et Barney (né en 1977).

### Carrière

#### Les débuts avec le Bonzo Dog Doo-Dah Band

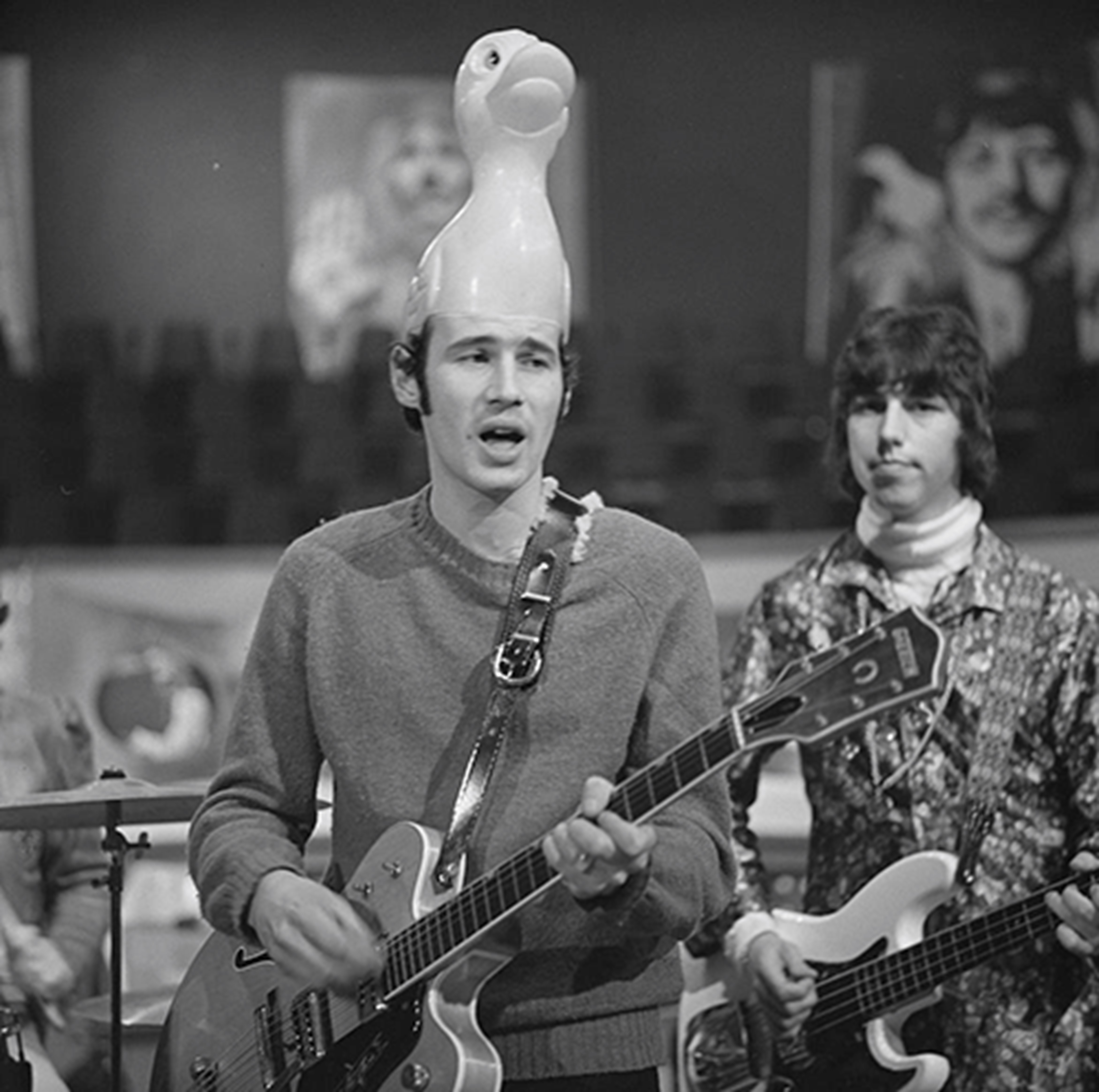
Neil Innes avec le Bonzo Dog Band (1968).

Neil Innes est diplômé en Beaux-Arts en 1966. Entre 1962 et 1965, Innes et quelques camarades fondèrent un groupe dont le premier nom fut The Bonzo Dog Dada Band, d'après le mouvement Dada qu'ils affectionnèrent particulièrement, mais ils le renommèrent « Bonzo Dog Doo-Dah Band », qui fut raccourci quelques années plus tard en The Bonzo Dog Band. En collaboration avec Vivian Stanshall, Innes écrit la majorité des chansons du groupe, dont I'm the Urban Spaceman, leur unique tube (produit par Paul McCartney sous le pseudonyme d'Apollo C. Vermouth) pour lequel Innes gagna le prix Ivor Novello Award, et Death Cab for Cutie qui apparaît dans le film Magical Mystery Tour des Beatles.
À la fin des années 1960, Neil Innes fait des apparitions répétés avec le Bonzo Dog Doo-Dah Band dans l'émission Do Not Adjust Your Set, un programme britannique destiné aux enfants, et dans lequel on retrouve des futurs membres des Monty Python.
À la suite de la séparation du Bonzo Dog Doo-Dah Band, il tenta de reformer un groupe avec Dennis Corwan, le bassiste du défunt groupe, le batteur Ian Wallace et le guitariste Roger McKew. Ce groupe, baptisé The World, espérait avoir une meilleure reconnaissance que le Bonzo Band tant au niveau artistique qu'au niveau commercial. Seule leur unique album Lucky Planet sort alors que le groupe était déjà séparé.

#### GRIMMS et Monty Python
En 1973, Neil Innes forme le groupe GRIMMS avec Andy Roberts, Adrian Henri, Mike McGear, Brian Patten, John Gorman, David Richards, John Megginson, Ollie Halsall, et Gerry Conway. Ils réalisent trois albums: GRIMMS (1973), Rocking Duck (1973) et Sleepers (1976).
Au milieu des années 1970, Neil Innes est étroitement associé à la série Monty Python's Flying Circus. Il joue un rôle majeur dans l’émission avec l'écriture des chansons et des sketches durant la dernière saison (après le départ de John Cleese). Il écrivit l'amorce d'une chanson intitulée George III qui apparaît dans l'épisode The Golden Age Of Ballooning. Il a aussi écrit Where does a dream begin ? que l'on peut entendre dans Anything Goes: The Light Entertainement War et coécrit le sketch The Most Awful Family In Britain dans le dernier épisode de la saison, Party Political Broadcoast. Il est l'un des deux seul non-Pythons à être crédité au générique de la série, avec Douglas Adams.
Il apparaît aussi sur scène avec les Monty Python à New York, en 1976, chantant Protest Song à l'harmonica sur l'album Monty Python Live At City Center. Il a été présenté au public sous le pseudonyme de Raymond Scum. Après sa présentation, il dit à l'auditoire « J'ai souffert pour ma musique. Maintenant, c'est votre tour ». Il refait une tournée avec les Monty Python une nouvelle fois en 1982, aux États-Unis, apparaissant dans Monty Python Live at the Hollywood Bowl. Il chante sur scène les morceaux How Sweet To Be An Idiot et I'm the Urban Spaceman. Il apparait aussi dans le sketch philosophe, où il campe l'un des Bruces chantants.
Neil Innes a écrit les chansons pour le film Monty Python : Sacré Graal ! et joue plusieurs personnages dans le film: un moine, le serf qui est écrasé par le lapin de bois géant et le chef des ménestrels qui suivent Sir Robin. Il a aussi un petit rôle dans Jabberwocky, le premier film de Terry Gilliam. De par ses nombreuses apparitions dans la troupe, Innes est souvent appelé le septième Python.

#### The Rutles

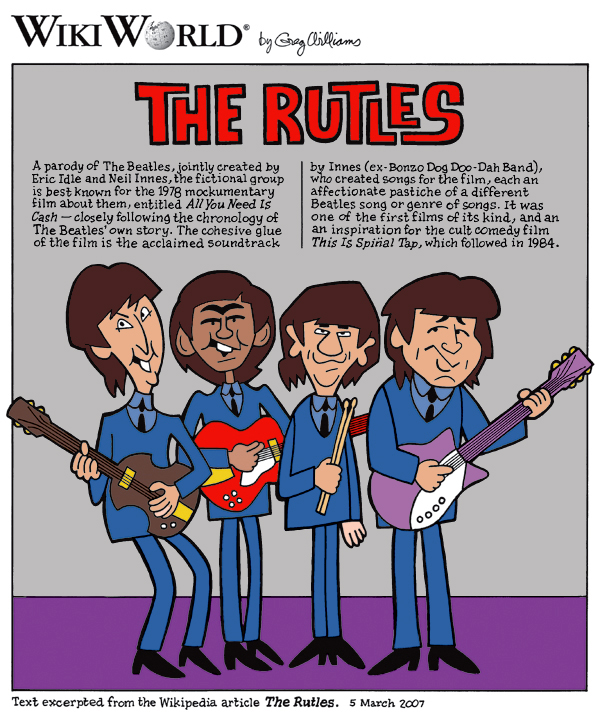
Dessin comique des Rutles, le groupe parodique où apparaissait notamment Neil Innes.

Après la fin du Monty Python's Flying Circus, Neil Innes crée avec Eric Idle la série Rutland Weekend. Une série qui se veut aussi parodique, et qui décrit la vie d'une petite chaine de télévision régionale avec un budget ridicule. Il y eut deux saisons entre 1975 et 1976. Cette série engendra les Rutles ("The Prefab four", en anglais les 4 préfabriqués, en référence aux Fab Four qui étaient les vrais Beatles), un pastiche des Beatles, dans lequel Innes joua le rôle de Ron Nasty, qui est librement inspiré de John Lennon. Un téléfilm est réalisé pour les États-Unis, intitulé All You Need Is Cash, et un album est produit par Warner Brothers.
À la suite de cette série, Innes se retrouve seul et réalise une série en 1979 sur la BBC, intitulée The Innes Book of Records, qui dura trois saisons.
Dans les années 1980, Neil Innes se lance dans les programmes pour enfants. Il joue le rôle d'un magicien dans la série Puddle Lane sur le réseau ITV. Il fait des doublages sur un dessin animé, The Raggy Dolls. Il compose les musiques pour chacune de ces séries.

#### Reformation
Lorsque The Beatles Anthology sort, il y a un regain d'intérêt pour les Rutles, et un nouvel album, nommé Archaeology, sort en 1996.
Neil Innes a pris part avec les autres membres des Monty Python au Concert for George en 2002, en mémoire de George Harrison.
Il tourne en Grande-Bretagne en 2006 et produit un nouvel album des Bonzo Dog Band pour marquer leur 40e anniversaire.
Un film sur Neil Innes, appelé The Seventh Python, sort en 2008 réalisé par Burt Kearns.

## Discographie

### Singles
- 1973 : How Sweet To Be An Idiot/The Age of Desperation, United Artists UP 35495
- 1973 : Momma B/Immortal Invisible, United Artists UP 35639
- 1974 : Re-cycled Vinyl Blues/Fluff On the Needle, United Artists UP 356756
- 1974 : Lie Down and Be Counted/Bandwagon, |United Artists UP 35745
- 1975 : What Noise Annoys a Noisy Oyster/Oo-Chuck-A-Mao-Mao, |United Artists UP UP35722
- 1977 : Lady Mine/Crystal Balls, |Arista ARISTA 106
- 1977 : Silver Jubilee (A Tribute)/Drama On a Saturday Night, |Arista ARISTA 123
- 1978 : Protest Song/The Hard-To-Get, |Warner Brothers K 17182
- 1979 : Amoeba Boogie/Theme, |Polydor POSP 107
- 1979 : Kenny and Liza/Human Race, |Polydor 2059 207
- 1982 : Them/Rock of Ages, |MMC MMC 100
- 1982 : Mr. Eurovision/Ungawa, |MMC MMC 103
- 1984 : Humanoid Boogie/Libido[5], |PRT 7P 298/12P 298
- 1984 : Dear Father Christmas/City of the Angels, Making Waves SURF 104

### Albums solo
- How Sweet To Be An Idiot (1973)
- The Rutland Weekend Songbook (avec Eric Idle) (1976)
- Taking Off (1977)
- The Innes Book of Records (1979)
- Off the Record (1982)
- Erik the Viking (bande-son) (1989)
- Re-Cycled Vinyl Blues (compilation LP, 1994)
- Recollections 1 (2000)
- Recollections 2 (2001)
- Recollections 3 (2001)
- Works in Progress (2005)
- Innes Own World - Best Bits Part One(2010)

### The World
- Lucky Planet (1970)

### GRIMMS
- Grimms (1973)
- Rockin' Duck (1973)
- Sleepers (1976)